# IC 3952
IC 3952 је елиптична галаксија у сазвјежђу Ловачки пси која се налази на листи објеката дубоког неба у Индекс каталогу.
Деклинација објекта је + 38° 52' 11" а ректасцензија 12h 58m 52,1s. Привидна величина (магнитуда) објекта IC 3952 износи 15,0 а фотографска магнитуда 16,0.